# Погорелка (Покровское сельское поселение)
Погорелка – деревня на территории Николо-Кормской сельской администрации Покровского сельского поселения Рыбинского района Ярославской области. 
Деревня расположена на расстоянии около 2 км на запад от посёлка Великий Мох, на расстоянии около 6 км от автомобильной дороги Р104 на участке Углич-Рыбинск, на восток от расположенного на дороге села Никольское. Дорога к деревне идёт на юго-восток от северо-восточной окраины села Никольского, по правому берегу реки Корма, проходит мимо деревни Григорково, пересекает приток Кормы Крюковку и далее следует по левому берегу Крюковки через Липки, откуда отворачивает на север на Погорелку. Восточнее Погорелки находится Мешково. Отсутствие транспортного сообщения с посёлком Великий Мох представляет серьёзную проблему, планируется строительство новой дороги на посёлок через Мешково и Липки. Это позволяет частично использовать уже существующие на этом направлении участки дорог и, очевидно, улучшит и транспортную доступность Погорелки.
Деревня Погорелка указана на плане Генерального межевания Рыбинского уезда 1792 года. 
На 1 января 2020 года в деревне проживало 5 человека.. По почтовым данным в деревне 14 домов.
Транспортная связь по дороге Р-104, автобус связывает деревню с Рыбинском, Мышкиным и Угличем. Администрация сельского поселения и центр врача общей практики находится в посёлке Искра Октября, почтовое отделение в селе Покров  (оба по дороге в сторону Рыбинска).